# Campeonato Rondoniense 1999
In 1999 werd het 53ste Campeonato Rondoniense gespeeld voor voetbalclubs uit de Braziliaanse staat Rondônia. De competitie werd georganiseerd door de FFER en werd gespeeld van 19 april tot 25 mei. Ji-Paraná werd kampioen. 

## Eerste fase

### Groep A
| Plaats | Club              | Wed. | W | G | V | Saldo | Ptn. |
| ------ | ----------------- | ---- | - | - | - | ----- | ---- |
| 1.     | Genus Rondoniense | 6    | 5 | 1 | 0 | 20:8  | 16   |
| 2.     | Cruzeiro          | 6    | 3 | 2 | 1 | 16:9  | 11   |
| 3.     | Guajará           | 6    | 0 | 3 | 3 | 10:16 | 3    |
| 4.     | Porto Velho       | 6    | 0 | 2 | 4 | 6:19  | 2    |

|  | Geplaatst voor tweede fase |

### Groep B
| Plaats | Club             | Wed. | W | G | V | Saldo | Ptn. |
| ------ | ---------------- | ---- | - | - | - | ----- | ---- |
| 1.     | Ji-Paraná        | 8    | 5 | 3 | 0 | 11:1  | 18   |
| 2.     | Pinheiros        | 8    | 5 | 2 | 1 | 13:3  | 17   |
| 3.     | Ouro Preto       | 8    | 3 | 4 | 1 | 12:5  | 13   |
| 4.     | União Cacoalense | 8    | 0 | 3 | 5 | 5:19  | 3    |
| 5.     | Jaru             | 8    | 0 | 2 | 6 | 3:16  | 2    |

|  | Geplaatst voor tweede fase |

## Tweede fase
|  | halve finale      | halve finale | halve finale | halve finale |  |           | finale | finale | finale | finale |
|  |                   |              |              |              |  |           |        |        |        |        |
|  |                   |              |              |              |  |           |        |        |        |        |
|  | Pinheiros         | 3            | 1            | 4            |  |           |        |        |        |        |
|  | Genus Rondoniense | 1            | 1            | 2            |  |           |        |        |        |        |
|  |                   |              |              |              |  | Pinheiros | 0      | 1      | 1      |        |
|  |                   |              |              |              |  | Ji-Paraná | 1      | 1      | 2      |        |
|  | Cruzeiro          | 0            | 0            | 0            |  |           |        |        |        |        |
|  | Ji-Paraná         | 0            | 2            | 2            |  |           |        |        |        |        |

### Kampioen
| Campeonato Rondoniense de 1999 |
| Rondônia                       |
| ------------------------------ |
| JI-PARANÁ Kampioen (7° titel)  |